# Gmina Västervik
Gmina Västervik (szw. Västerviks kommun) – gmina w Szwecji, w regionie Kalmar, siedzibą jej władz jest Västervik.
Pod względem zaludnienia Västervik jest 64. gminą w Szwecji. Zamieszkuje ją 36 566 osób, z czego 50,51% to kobiety (18 469) i 49,49% to mężczyźni (18 097). W gminie zameldowanych jest 954 cudzoziemców. Na każdy kilometr kwadratowy przypada 19,55 mieszkańca. Pod względem wielkości gmina zajmuje 44. miejsce.